# Madracis auretenra
Espèce
Synonymes
- Madracis mirabilis f. martiniquensis Fenner, 1993[1]
- Madracis mirabilis sensu Wells, 1973[1]

Statut de conservation UICN

 LC  : Préoccupation mineure
Statut CITES
Madracis auretenra est une espèce de coraux de la famille des Pocilloporidae.

## Répartition et habitat
Madracis auretenra se rencontre aux Bermudes, au Curaçao, à Grenade et à Porto Rico. Cette espèce est présente entre 5 et 15 m de profondeur avec comme limites maximales 1 et 60 m.

## Étymologie
Son nom spécifique, du latin aure[us], « doré », ten[uis], « fin, fine », et ra[mus], « branche », lui a été donné en référence à sa morphologie et à sa couleur.

## Publication originale
- Locke, Weil & Coates, 2007 : A newly documented species of Madracis (Scleractinia:Pocilloporidae) from the Caribbean. Proceedings of the Biological Society of Washington, vol. 120, pp. 214-226 (texte intégral) (en).